# Coppa Italia 1979/80
Die Coppa Italia 1979/80, den Fußball-Pokalwettbewerb für Vereinsmannschaften in Italien der Saison 1979/80, gewann die AS Rom. Die Roma traf im Finale auf Torino Calcio und konnte die Coppa Italia zum dritten Mal gewinnen. Mit 3:2 nach Elfmeterschießen (0:0 nach Verlängerung) setzte sich die Mannschaft von Trainer Nils Liedholm durch. Man wurde Nachfolger von Juventus Turin, das sich im Vorjahr gegen den US Palermo durchgesetzt hatte, diesmal aber bereits im Halbfinale gegen Torino Calcio ausgeschieden war.
Als italienischer Pokalsieger 1979/80 qualifizierte sich die AS Rom für den Europapokal der Pokalsieger des folgenden Jahres, wo man bereits in der ersten Runde gegen den DDR-Vertreter FC Carl Zeiss Jena ausschied.

## Gruppenphase
Juventus Turin hatte als Titelverteidiger ein Freilos für die 1. Gruppenphase.

### Gruppe 1
| Pl. | Verein          | Sp. | S | U | N | Tore    | Diff. | Punkte |
| --- | --------------- | --- | - | - | - | ------- | ----- | ------ |
| 1.  | AS Rom          | 4   | 3 | 1 | 0 | 006:300 | +3    | 07     |
| 2.  | Ascoli Calcio   | 4   | 2 | 2 | 0 | 008:200 | +6    | 06     |
| 3.  | AC Perugia      | 4   | 1 | 2 | 1 | 001:100 | ±0    | 04     |
| 4.  | Sampdoria Genua | 4   | 1 | 0 | 3 | 004:500 | −1    | 02     |
| 5.  | AS Bari         | 4   | 0 | 1 | 3 | 001:900 | −8    | 01     |

| 1. Spieltag     |     |                 |
| AS Bari         | 0:0 | AC Perugia      |
| Sampdoria Genua | 0:1 | Ascoli Calcio   |
| 2. Spieltag     |     |                 |
| Ascoli Calcio   | 5:0 | AS Bari         |
| AC Perugia      | 0:1 | AS Rom          |
| 3. Spieltag     |     |                 |
| AS Rom          | 2:2 | Ascoli Calcio   |
| Sampdoria Genua | 3:1 | AS Bari         |
| 4. Spieltag     |     |                 |
| Ascoli Calcio   | 0:0 | AC Perugia      |
| AS Rom          | 2:1 | Sampdoria Genua |
| 5. Spieltag     |     |                 |
| AS Bari         | 0:1 | AS Rom          |
| AC Perugia      | 1:0 | Sampdoria Genua |

### Gruppe 2
| Pl. | Verein        | Sp. | S | U | N | Tore    | Diff. | Punkte |
| --- | ------------- | --- | - | - | - | ------- | ----- | ------ |
| 1.  | Torino Calcio | 4   | 4 | 0 | 0 | 007:200 | +5    | 08     |
| 2.  | US Catanzaro  | 4   | 2 | 1 | 1 | 004:300 | +1    | 05     |
| 3.  | SSC Palermo   | 4   | 1 | 2 | 1 | 004:200 | +2    | 04     |
| 4.  | AC Parma      | 4   | 0 | 2 | 2 | 001:400 | −3    | 02     |
| 5.  | US Lecce      | 4   | 0 | 1 | 3 | 004:900 | −5    | 01     |

| 1. Spieltag   |     |               |
| US Catanzaro  | 2:1 | US Lecce      |
| SSC Palermo   | 0:1 | Torino Calcio |
| 2. Spieltag   |     |               |
| US Lecce      | 2:3 | Torino Calcio |
| AC Parma      | 0:1 | US Catanzaro  |
| 3. Spieltag   |     |               |
| US Catanzaro  | 1:1 | SSC Palermo   |
| US Lecce      | 1:1 | AC Parma      |
| 4. Spieltag   |     |               |
| AC Parma      | 0:0 | SSC Palermo   |
| Torino Calcio | 1:0 | US Catanzaro  |
| 5. Spieltag   |     |               |
| SSC Palermo   | 3:0 | US Lecce      |
| Torino Calcio | 2:0 | AC Parma      |

### Gruppe 3
| Pl. | Verein         | Sp. | S | U | N | Tore    | Diff. | Punkte |
| --- | -------------- | --- | - | - | - | ------- | ----- | ------ |
| 1.  | Ternana Calcio | 4   | 1 | 3 | 0 | 005:400 | +1    | 05     |
| 2.  | AC Florenz     | 4   | 2 | 1 | 1 | 003:300 | ±0    | 05     |
| 3.  | US Avellino    | 4   | 1 | 2 | 1 | 003:200 | +1    | 04     |
| 4.  | Como Calcio    | 4   | 1 | 2 | 1 | 003:300 | ±0    | 04     |
| 5.  | Hellas Verona  | 4   | 0 | 2 | 2 | 002:400 | −2    | 02     |

| 1. Spieltag    |     |                |
| Como Calcio    | 2:2 | Ternana Calcio |
| Hellas Verona  | 0:0 | US Avellino    |
| 2. Spieltag    |     |                |
| US Avellino    | 0:0 | Ternana Calcio |
| AC Florenz     | 1:0 | Hellas Verona  |
| 3. Spieltag    |     |                |
| Como Calcio    | 1:0 | US Avellino    |
| Ternana Calcio | 0:0 | AC Florenz     |
| 4. Spieltag    |     |                |
| US Avellino    | 3:1 | AC Florenz     |
| Hellas Verona  | 0:0 | Como Calcio    |
| 5. Spieltag    |     |                |
| AC Florenz     | 1:0 | Como Calcio    |
| Ternana Calcio | 3:2 | Hellas Verona  |

### Gruppe 4
| Pl. | Verein                | Sp. | S | U | N | Tore    | Diff. | Punkte |
| --- | --------------------- | --- | - | - | - | ------- | ----- | ------ |
| 1.  | Inter Mailand         | 4   | 4 | 0 | 0 | 011:200 | +9    | 08     |
| 2.  | SPAL Ferrara          | 4   | 2 | 1 | 1 | 003:400 | −1    | 05     |
| 3.  | FC Bologna            | 4   | 2 | 0 | 2 | 005:400 | +1    | 04     |
| 4.  | Atalanta Bergamo      | 4   | 0 | 2 | 2 | 001:500 | −4    | 02     |
| 5.  | Sambenedettese Calcio | 4   | 0 | 1 | 3 | 001:600 | −5    | 01     |

| 1. Spieltag           |     |                       |
| Atalanta Bergamo      | 1:1 | SPAL Ferrara          |
| Sambenedettese Calcio | 0:2 | FC Bologna            |
| 2. Spieltag           |     |                       |
| FC Bologna            | 1:3 | Inter Mailand         |
| SPAL Ferrara          | 1:0 | Sambenedettese Calcio |
| 3. Spieltag           |     |                       |
| Inter Mailand         | 3:0 | SPAL Ferrara          |
| Sambenedettese Calcio | 0:0 | Atalanta Bergamo      |
| 4. Spieltag           |     |                       |
| FC Bologna            | 2:0 | Atalanta Bergamo      |
| Inter Mailand         | 3:1 | Sambenedettese Calcio |
| 5. Spieltag           |     |                       |
| Atalanta Bergamo      | 0:2 | Inter Mailand         |
| SPAL Ferrara          | 1:0 | FC Bologna            |

### Gruppe 5
| Pl. | Verein         | Sp. | S | U | N | Tore    | Diff. | Punkte |
| --- | -------------- | --- | - | - | - | ------- | ----- | ------ |
| 1.  | Lazio Rom      | 4   | 3 | 1 | 0 | 009:100 | +8    | 07     |
| 2.  | Udinese Calcio | 4   | 3 | 1 | 0 | 005:000 | +5    | 07     |
| 3.  | Brescia Calcio | 4   | 1 | 1 | 2 | 001:300 | −2    | 03     |
| 4.  | AC Pistoiese   | 4   | 1 | 0 | 3 | 002:500 | −3    | 02     |
| 5.  | FC Matera      | 4   | 0 | 1 | 3 | 000:800 | −8    | 01     |

| 1. Spieltag    |     |                |
| Lazio Rom      | 5:0 | FC Matera      |
| Udinese Calcio | 2:0 | AC Pistoiese   |
| 2. Spieltag    |     |                |
| Brescia Calcio | 0:2 | Lazio Rom      |
| FC Matera      | 0:2 | Udinese Calcio |
| 3. Spieltag    |     |                |
| FC Matera      | 0:0 | Brescia Calcio |
| AC Pistoiese   | 1:2 | Lazio Rom      |
| 4. Spieltag    |     |                |
| AC Pistoiese   | 1:0 | FC Matera      |
| Udinese Calcio | 1:0 | Brescia Calcio |
| 5. Spieltag    |     |                |
| Lazio Rom      | 0:0 | Udinese Calcio |
| Brescia Calcio | 1:0 | AC Pistoiese   |

### Gruppe 6
| Pl. | Verein           | Sp. | S | U | N | Tore    | Diff. | Punkte |
| --- | ---------------- | --- | - | - | - | ------- | ----- | ------ |
| 1.  | AC Mailand       | 4   | 3 | 1 | 0 | 007:300 | +4    | 07     |
| 2.  | CFC Genua        | 4   | 2 | 1 | 1 | 006:300 | +3    | 05     |
| 3.  | AC Monza Brianza | 4   | 1 | 2 | 1 | 005:400 | +1    | 04     |
| 4.  | Pescara Calcio   | 4   | 1 | 2 | 1 | 005:600 | −1    | 04     |
| 5.  | SC Pisa          | 4   | 0 | 0 | 4 | 003:100 | −7    | 0      |

| 1. Spieltag      |     |                  |
| AC Mailand       | 2:0 | AC Monza Brianza |
| Pescara Calcio   | 3:2 | SC Pisa          |
| 2. Spieltag      |     |                  |
| CFC Genua        | 2:0 | Pescara Calcio   |
| SC Pisa          | 1:2 | AC Mailand       |
| 3. Spieltag      |     |                  |
| AC Monza Brianza | 1:1 | Pescara Calcio   |
| SC Pisa          | 0:2 | CFC Genua        |
| 4. Spieltag      |     |                  |
| CFC Genua        | 1:1 | AC Monza Brianza |
| Pescara Calcio   | 1:1 | AC Mailand       |
| 5. Spieltag      |     |                  |
| AC Monza Brianza | 3:0 | SC Pisa          |
| AC Mailand       | 2:1 | CFC Genua        |

### Gruppe 7
| Pl. | Verein            | Sp. | S | U | N | Tore    | Diff. | Punkte |
| --- | ----------------- | --- | - | - | - | ------- | ----- | ------ |
| 1.  | SSC Neapel        | 4   | 2 | 2 | 0 | 008:400 | +4    | 06     |
| 2.  | Cagliari Calcio   | 4   | 2 | 1 | 1 | 007:600 | +1    | 05     |
| 3.  | AC Cesena         | 4   | 2 | 0 | 2 | 006:700 | −1    | 04     |
| 4.  | AS Taranto        | 4   | 2 | 0 | 2 | 003:400 | −1    | 04     |
| 5.  | Lanerossi Vicenza | 4   | 0 | 1 | 3 | 004:700 | −3    | 01     |

| 1. Spieltag       |     |                   |
| AC Cesena         | 1:3 | SSC Neapel        |
| Lanerossi Vicenza | 0:1 | AS Taranto        |
| 2. Spieltag       |     |                   |
| Cagliari Calcio   | 2:1 | Lanerossi Vicenza |
| AS Taranto        | 1:0 | AC Cesena         |
| 3. Spieltag       |     |                   |
| Cagliari Calcio   | 1:2 | AC Cesena         |
| SSC Neapel        | 2:0 | AS Taranto        |
| 4. Spieltag       |     |                   |
| Lanerossi Vicenza | 1:1 | SSC Neapel        |
| AS Taranto        | 1:2 | Cagliari Calcio   |
| 5. Spieltag       |     |                   |
| AC Cesena         | 3:2 | Lanerossi Vicenza |
| SSC Neapel        | 2:2 | Cagliari Calcio   |

## Viertelfinale
|               | Gesamt          |                | Hinspiel | Rückspiel |
| ------------- | --------------- | -------------- | -------- | --------- |
| AC Mailand    | 2:6             | AS Rom         | 0:4      | 2:2       |
| SSC Neapel    | (a)2:2(a)       | Ternana Calcio | 2:1      | 0:2       |
| Torino Calcio | 0:0 (4:3 i. E.) | Lazio Rom      | 0:0      | 0:0 n. V. |
| Inter Mailand | 1:2             | Juventus Turin | 1:2      | 0:0       |

## Halbfinale
|                | Gesamt          |               | Hinspiel | Rückspiel |
| -------------- | --------------- | ------------- | -------- | --------- |
| Ternana Calcio | 1:3             | AS Rom        | 1:1      | 0:2       |
| Juventus Turin | 0:0 (2:4 i. E.) | Torino Calcio | 0:0      | 0:0 n. V. |

## Finale
| AS Rom                                | AS Rom | Torino Calcio | Torino Calcio |
| ------------------------------------- | --- | --- | ------------- |
| AS Rom                                | \| Finale \| \| 17. Mai 1980 in Rom (Stadio Olimpico) \| \| Ergebnis: 0:0 n. V., 3:2 i. E. \| \| Schiedsrichter: Alberto Michelotti \| | \| Finale \| \| 17. Mai 1980 in Rom (Stadio Olimpico) \| \| Ergebnis: 0:0 n. V., 3:2 i. E. \| \| Schiedsrichter: Alberto Michelotti \| | Torino Calcio |
| AS Rom                                | Franco Tancredi – Michele De Nadai, Maurizio Turone, Sergio Santarini, Domenico Maggiora, Romeo Benetti (91. Agostino Di Bartolomei) – Bruno Conti, Paolo Giovannelli, Carlo Ancelotti – Mauro Amenta (75. Roberto Scarnecchia), Roberto Pruzzo Cheftrainer: Nils Liedholm | Giuliano Terraneo – Salvatore Vullo (62. Andrea Mandorlini), Luigi Danova, Patrizio Sala, Domenico Volpati – Marco Masi, Eraldo Pecci, Renato Zaccarelli, Giuseppe Greco – Francesco Graziani, Paolino Pulici (96. Pietro Mariani) Cheftrainer: Ercole Rabitti | Torino Calcio |
| AS Rom                                | Elfmeterschießen | | Torino Calcio |
| AS Rom                                | Paolo Giovannelli 1:1 Bruno Conti Michele De Nadai Agostino Di Bartolomei 2:2 Sergio Santarini 3:2 Carlo Ancelotti | 0:1 Andrea Mandorlini 1:2 Pietro Mariani Giuseppe Greco Francesco Graziani Eraldo Pecci Renato Zaccarelli | Torino Calcio |
| Finale                                | | |               |
| 17. Mai 1980 in Rom (Stadio Olimpico) | | |               |
| Ergebnis: 0:0 n. V., 3:2 i. E.        | | |               |
| Schiedsrichter: Alberto Michelotti    | | |               |